# D.C. 연속저격사건

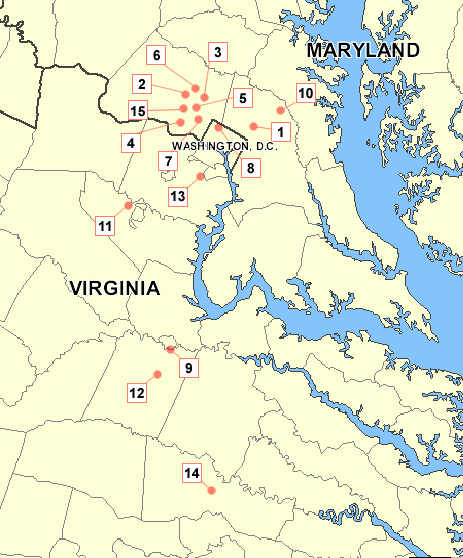

D.C. 연속저격사건(D.C. sniper attacks)은 2002년 10월 메릴랜드, 버지니아, 워싱턴 D.C.를 오가며 발생한 3주간의 연속살인 사건이다. 10명이 죽었고 3명이 중상을 입었다.
범인은 존 앨런 무하마드(당시 41세)와 리 보이드 말보(당시 17세)였다. 이들은 차 안에 엎드려 저격을 할 수 있게 개조한 쉐보레 카프리스를 타고다니며 범행을 저질렀다. 수사 결과 그들의 범행은 2002년부터 시작되어 연쇄저격사건 이전에도 열 명을 더 죽였음이 밝혀졌다. 이로써 최종적인 피해자는 사망자 17명, 부상자 10명 이상이다.
2003년, 무하마드는 사형, 말보는 6중 종신형을 선고받았다. 2009년 11월 무하마드의 사형이 독살형으로 집행되었다.